# Fundgrube Neu Glück und Drei Eichen
Die Fundgrube Neu Glück und Drei Eichen ist eine denkmalgeschützte Grube in Brand-Erbisdorf. Ihre Übertageanlagen sind noch sehr gut erhalten, weswegen sich der Weg des Erzes gut nachverfolgen lässt. Die Grube entstammt der zweiten Bergbauperiode des Freiberger Reviers und war bis 1896 in Betrieb. Mitte des 19. Jahrhunderts wurde die Grube mit zwei benachbarten Bergwerken zur Grube Vereinigt Feld zusammengeschlossen. Seit 2019 gehört sie zum Weltkulturerbe Montanregion Erzgebirge/Krušnohoří.

## Lage und Bestandteile
Der Komplex der Fundgrube Neu Glück und Drei Eichen liegt rund 550 m südöstlich der Brand-Erbisdorfer Kirche an der Fabrikstraße Ecke Obere Dorfstraße und besteht aus einer Halde und mehreren bergbaulichen Gebäuden.

### Halde (Kirchweg/Fabrikstraße)

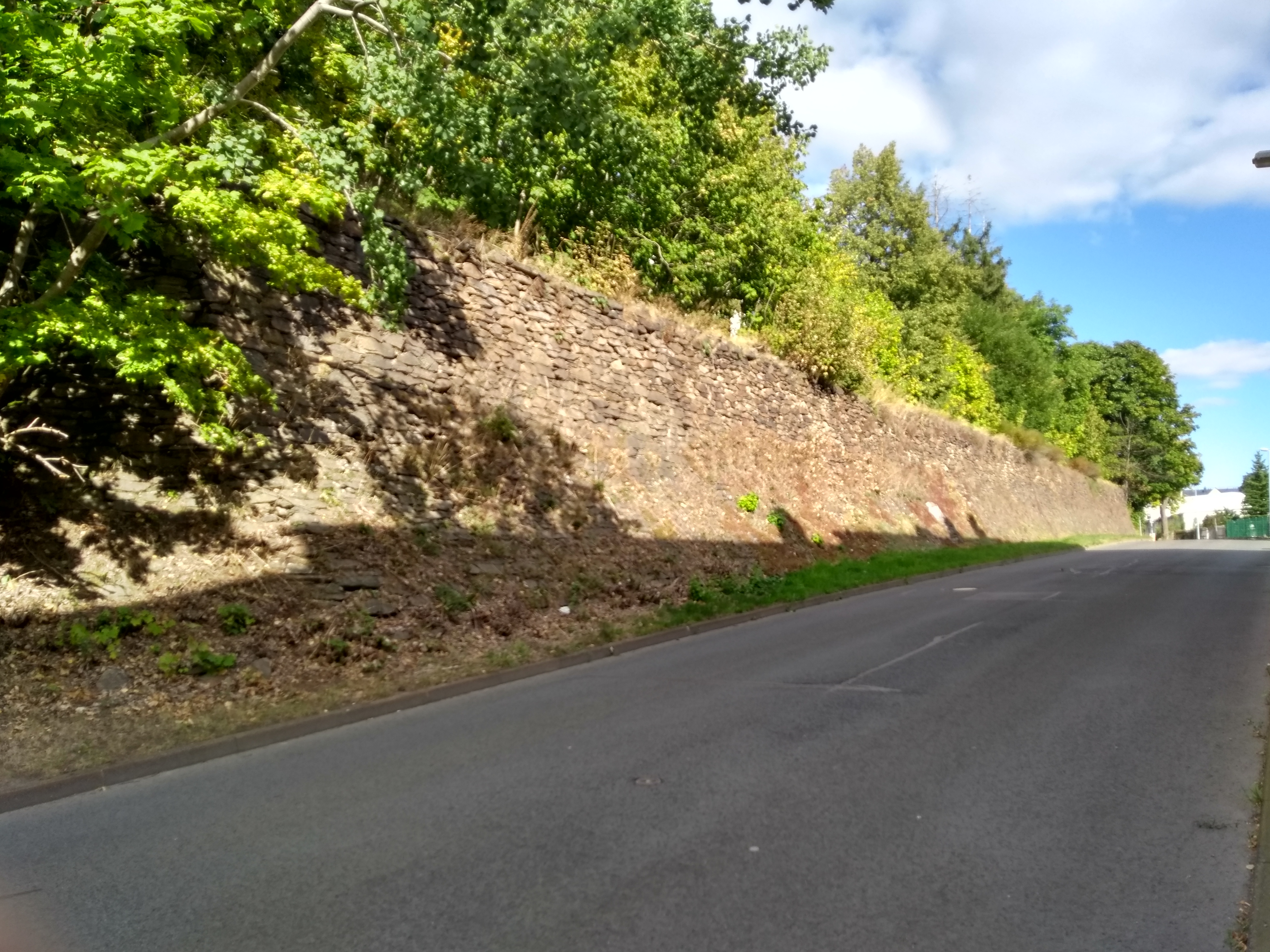
Die westliche Haldenmauerung

Die Halde des Treibeschachtes der Grube Neu Glück und Drei Eichen zählt zu den markantesten Halden im Bergbaugebiet Brand-Erbisdorf. Mit einer Nord-Süd-Erstreckung von über 100 Metern und einer Ost-West-Erstreckung von 80 Metern erhebt sie sich an einigen Stellen über 10 Meter hoch über die Umgebung. Der Haldenkörper ist in drei Stufen angelegt, beginnend am Standort des ehemaligen Huthauses am Kirchweg. Besonders auffällig sind die sorgfältig angelegten Trockenmauern, die an der südwestlichen Haldenkante Höhen von bis zu 8 Metern erreichen, während sie an der östlichen Haldenkante bis zu 6 Meter hoch sind. Diese Mauern umrahmen das zweite und dritte Plateau der teils von mächtigen Bäumen bewachsenen Halde.

### Huthaus (Kirchweg 32)

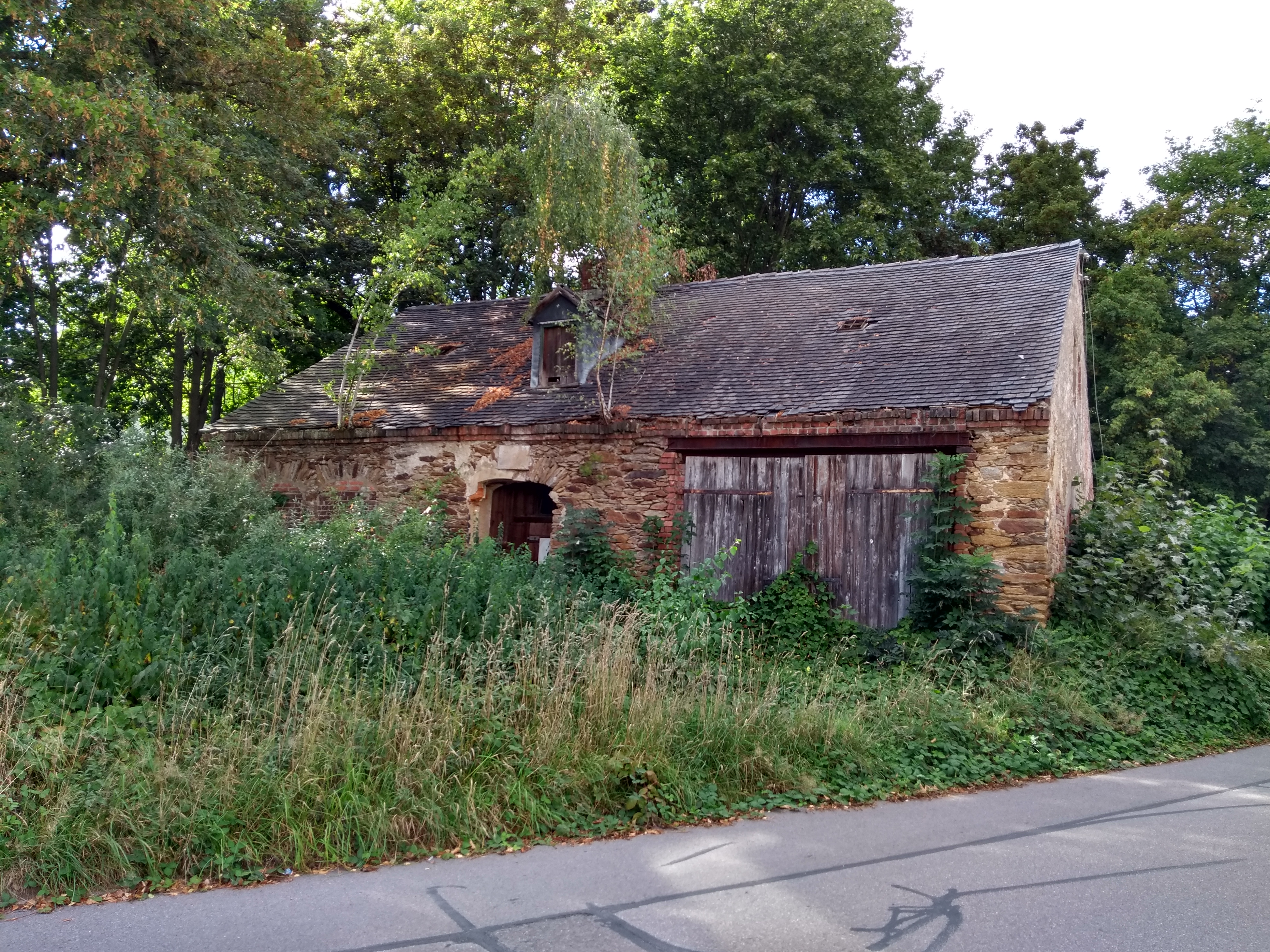
Das verfallene Huthaus

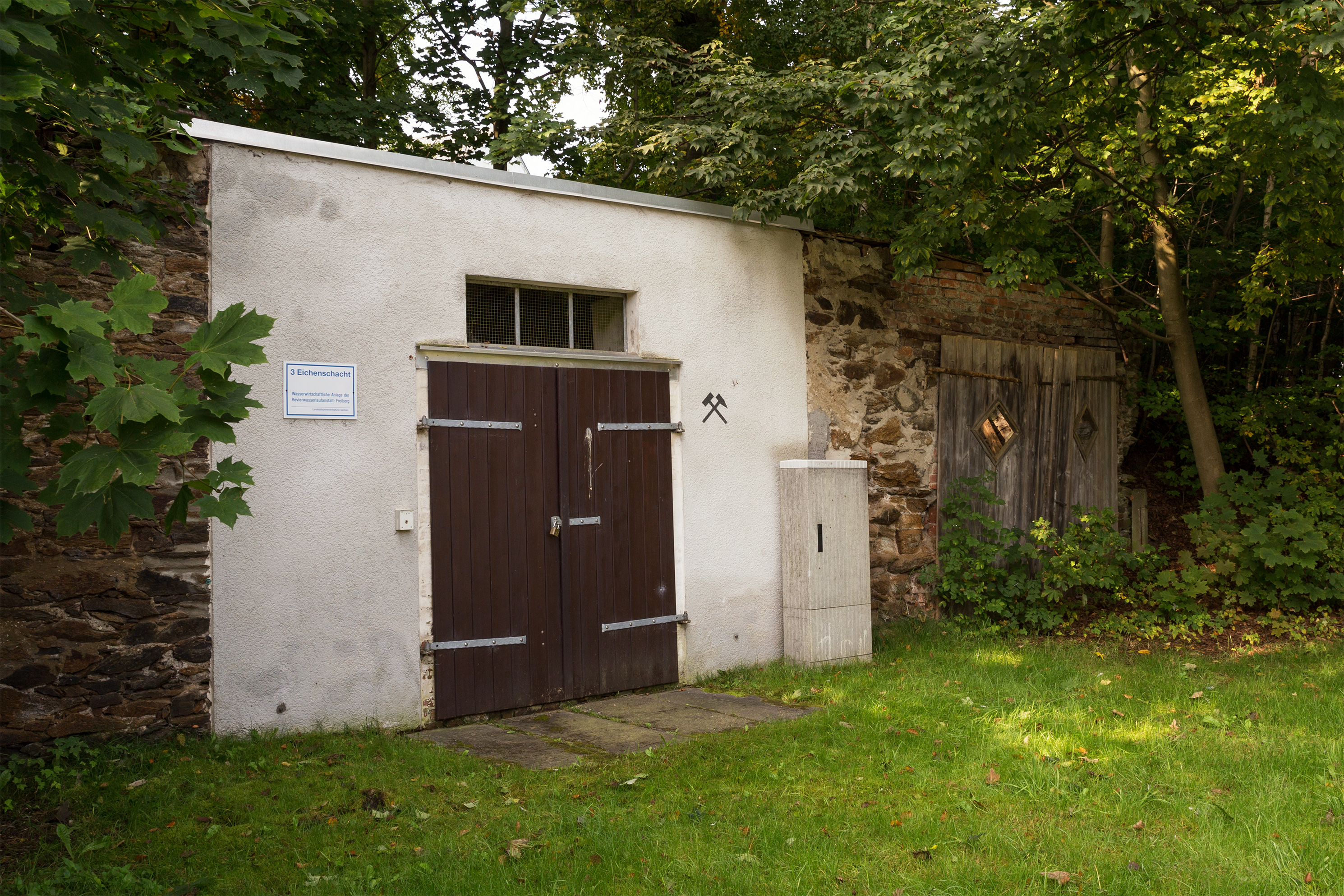
Das von der Revierwasserlaufanstalt benutzte Stück zum Warten der Verbindungsrösche

Das 1784 errichtete Huthaus ist ein Bruchsteinbau mit einer Grundfläche von 11 × 14 m. Aufgrund längerem Leerstandes ist es in einem maroden Zustand. Das Huthaus wurde mehrmals baulich verändert und steht direkt neben dem Drei Eichener Treibeschacht. Ursprünglich schloss es sich direkt an den Pferdegöpel der Grube an. Heute ist der Treibeschacht durch einen Anbau der Revierwasserlaufanstalt überbaut, damit der Zugang zum Warten der noch aktiven Verbindungsrösche zwischen dem „Kohlhäusler Kunstgraben“ und der „Alten Mordgrube“ über den Treibeschacht gewährt ist. Der Treibeschacht ist deshalb bis zum Niveau der Rösche zugänglich.

### Verwaltungsgebäude (Kirchweg 30)
Etwa 40 Meter südöstlich vom Huthaus erhebt sich das zentrale Verwaltungsgebäude der Grube Vereinigt Feld, das 1856 im neogotischen Stil errichtet wurde. Dieser stattliche, in sieben Achsen gegliederte Bruchsteinbau erstreckt sich über eine Länge von 20 Metern und eine Breite von 12,5 Metern. Auf dem höchsten Plateau der Drei Eichener Halde thront das zweigeschossige Gebäude giebelständig zur Fabrikstraße. Das ausgebaute Satteldach des Verwaltungsgebäudes ist auf der östlichen Seite mit einem Zwerchhaus und einem Treppengiebel ausgestattet, die von beidseitig angebrachten Schleppgaupen flankiert werden. Auch auf der Westseite des Daches finden sich diese architektonischen Elemente. Die Modernisierung des Hauses führte zudem zum Anbau von Balkonen auf der Westseite. Das repräsentative Putzbauwerk wird durch ein flachgeneigtes Satteldach abgeschlossen, das mit einem Kranzgesims und einem treppenförmig gestalteten Fries an den Giebelseiten akzentuiert wird. Die Traufseite ist durch einen überhöhten Mittelrisalit mit Treppengiebel geprägt, der im Erdgeschoss von einem Sandsteinportal mit einer Türöffnung in Tudorbogenform und neugotischem Überschlaggesims durchbrochen wird. Die zweiflügelige Kassettentür mit Oberlicht greift die neugotische Formensprache auf, während ein weiteres Überschlaggesims über dem durchgekuppelten Fensterpaar positioniert ist. Im Inneren des Gebäudes sind das Kreuzgewölbe im Keller sowie die Holzbalkendecken bemerkenswerte architektonische Details. Nach einer denkmalgerechten Sanierung im Jahr 1999 wird das Gebäude heute als Mehrfamilienwohnhaus genutzt.

### Pochhaus (Fabrikstraße 1)

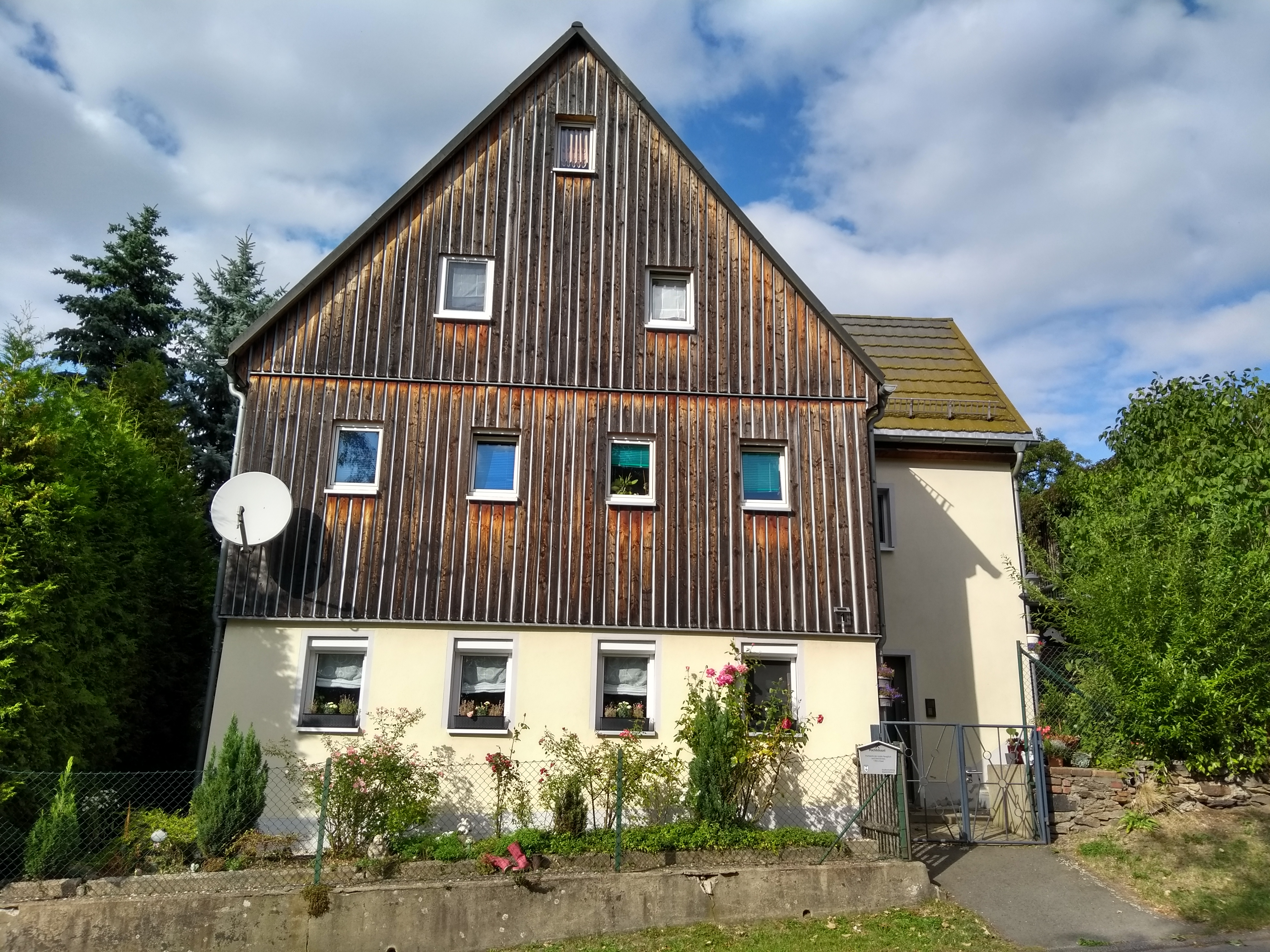
Das ehemalige Pochwerk, heute als Wohnhaus genutzt

Das im Jahr 1783 errichtete Pochwerk liegt rund 20 m westlich der Halde des Treibeschachts. Die Pochstempel wurden mit dem Wasser des heute nicht mehr erhaltenen Drei Eichener Kunstgrabens betrieben, der wiederum aus dem Kohlbach-Kunstgraben gespeist wurde. Das sogenannte „Pochhäusel“, heute als Wohnhaus genutzt, ist ein zweigeschossiges, inzwischen fast vollständig verbrettertes Gebäude mit massivem Erdgeschoss und Fachwerkobergeschoss. Die Grundfläche von 10 × 7,5 m reichte für die Unterbringung der technischen Anlagen im Untergeschoss und die Wohnung des Steigers im Obergeschoss. Der Schlussstein des Gebäudes, in dem die Initialen JH zu erkennen sind, verweist auf die weitere Nutzung des Gebäudes als Wohnhaus. Die Initialen stehen für den Schuhmacher J. Heinitz, den damaligen Eigentümer des Gebäudes. Weitere Eigentümerwechsel des Wohnhauses sind urkundlich belegt. Auf die einstige Nutzung weist noch ein Holzschild hin. Die weiteren Umbaumaßnahmen durch die Besitzer haben die originale Bausubstanz nicht beschädigt.

### Erzwäsche (Obere Dorfstraße 17)

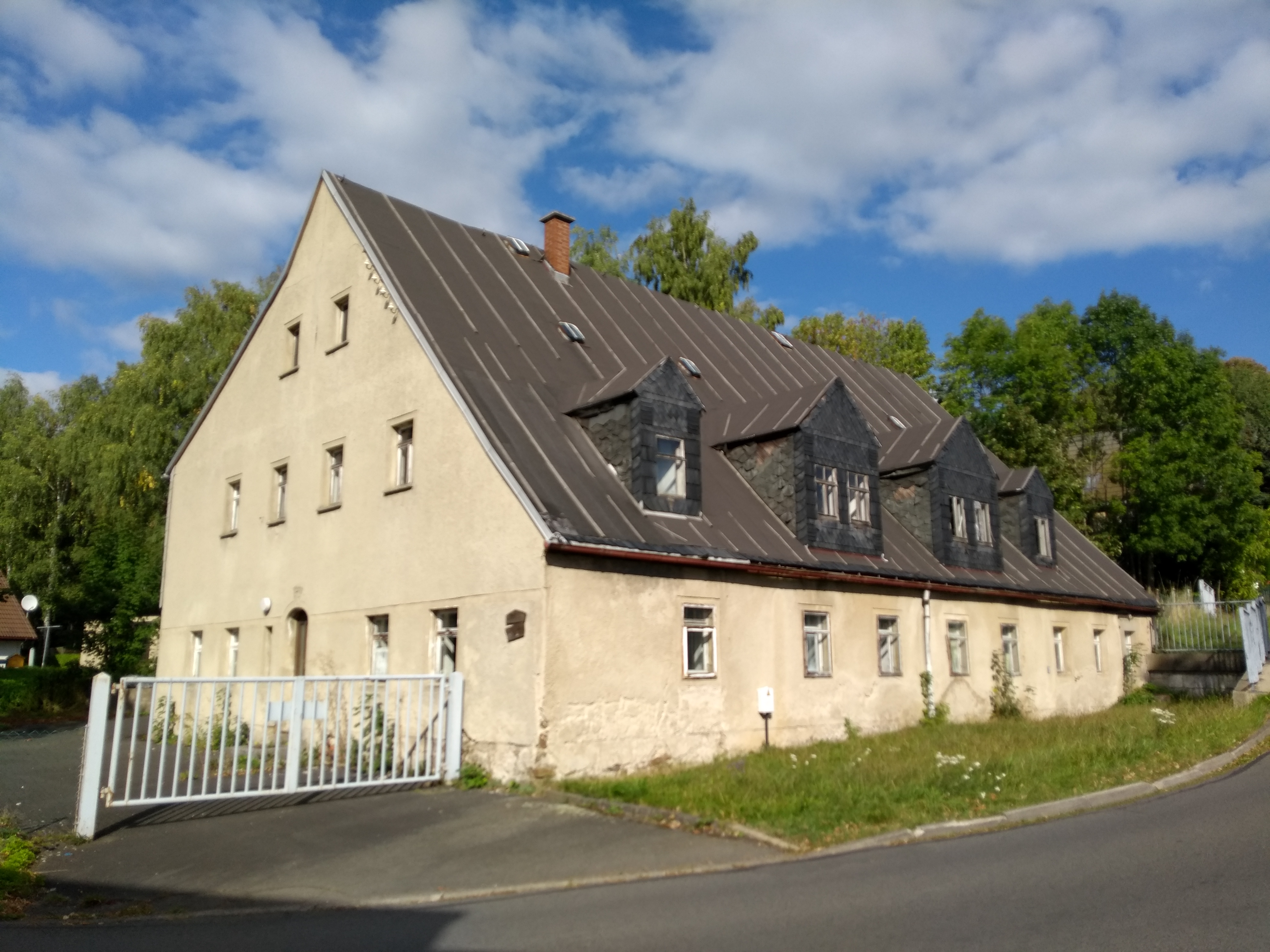
Erzwäsche

Die Erzwäsche wurde aufgrund des Gefälles eine Gefällestufe unterhalb des Pochwerks errichtet, weswegen sie mit dem Wasser des Pochwerks gespeist werden konnte. Die damaligen Baukosten betrugen 3750 Taler. Das eingeschossige Haus aus Bruchstein mit hohem, zweigeschossigem Satteldach unterscheidet sich deutlich vom Pochwerk, da die in der Wäsche eingebauten Aufbereitungsherde eine große Grundfläche von 15 × 21 m erforderten. Über dem Eingang zur Oberen Dorfstraße hin sieht man im Schlussstein die ehemalige Hausnummer 17. Die Erzwäsche wurde über die Zeit mehrmals baulich verändert, jedoch wurde die originale Bausubstanz nicht beschädigt. Auch an diesen Gebäude weist noch ein Holzschild auf die einstige Bedeutung hin.

## Geschichte der Fundgrube
Die Fundgrube Drei Eichen und Neu Glück ging ursprünglich aus zwei Gruben hervor: der Grube Drei Eichen und der Grube Neu Glück. Die Geschichte der Grube Drei Eichen reicht bis in das 16. Jahrhundert zurück. Dort wird sie erstmals urkundlich erwähnt, wohingegen die Grube Neu Glück erst Anfang des 17. Jahrhunderts erstmals erwähnt wird. Jedoch baute sie zu diesem Zeitpunkt schon erfolgreich Silbererz ab, weswegen man davon ausgeht, dass die Gründung der Grube früher erfolgte.
1706 wurden die zwei Gruben zur Fundgrube „Neu Glück und Drei Eichen“ vereinigt. Die zur Grube gehörenden Stollen, die auf den Erzgängen „Kälbertanz stehender“ und „Adler flacher“ liegen, wurden von anderen Gruben begonnen und bei der Vereinigung mit in das Grubenfeld eingebracht.
Im 18. Jahrhundert wurde die Grube aufgrund der Neubelebung des lokalen Bergbaus umfangreich modernisiert. So entstand 1779 auf dem Drei Eichener Treibeschacht ein Pferdegöpel, wodurch die Erträge der Grube deutlich stiegen. 1782 wurde auf demselben Treibeschacht ein Kunstgezeug eingebaut, was die Wasserhaltung vereinfachte und den Abbau unter dem Grundwasserspiegel ermöglichte. Um den immer größer werdenden Erzmengen gerecht zu werden, wurden 1783 ein Pochwerk und eine Erzwäsche errichtet. 1784 wurde das neue (obengenannte) Huthaus für die damals 180 Mann starke Besatzung errichtet. 1846 wurde 200 Meter neben dem Drei Eichener Treibeschacht der Richterschacht als neuer Hauptschacht der Grube begonnen. 1854 wurde auf diesem ein Pferdegöpel errichtet, der wiederum 1872 durch eine Dampfgöpelanlage ersetzt wurde.
Mitte des 19. Jahrhunderts wurde die Fundgrube Neu Glück und Drei Eichen mit ihren Nachbargruben Alte Mordgrube und Vereinigt Feld in der Buschrevier zur Grube Vereinigt Feld vereinigt. Doch auch diese Konzentration der Bergbauarbeiten konnte dem Verfall nicht entgegenwirken. Das 1856 errichtete Verwaltungsgebäude täuscht über die wirtschaftliche Lage der Grube Vereinigt Feld bei Brand hinweg. 1881 wurde der Rotschönberger Stollen mit in das Grubenfeld eingebracht, weil man hoffte, dass dieser den Verfall aufhalten könnte. Doch auch als der Bergbau durch den sächsischen Staat übernommen wurde und es einen weiteren Zusammenschluss der Grube Vereinigt Feld bei Brand mit den Gruben Beschert Glück und Junge Hohe Birke zur Königlichen Mittelgrube gab, konnte der Verfall nicht aufgehalten werden. So wurde die Königliche Mittelgrube und damit auch die Fundgrube Neu Glück und Drei Eichen im Jahr 1896 stillgelegt.

## Der Richterschacht
Der Richterschacht wurde 1846 als neuer Hauptschacht der Fundgrube Neu Glück und Drei Eichen 200 m neben dem alten Treibeschacht begonnen. Er verläuft senkrecht bis auf 270 m Tiefe. Auf seinem Weg trifft zuerst die erste Gezeugstrecke des Drei Eichener Treibeschachts, danach führt er im 60°-Winkel (immer noch senkrecht) auf das Niveau des Tiefen Fürsten Stollen, der auf dem Erzgang Adler flacher liegt. Am Ende trifft der Richterschacht den Rothschönberger Stolln, auf dessen Niveau der Richterschacht auch endet. Heute ist das Gebiet des Richterschachtes ein Garagenhof (gegenüber der Adresse Kirchweg 24), auf dem man aber noch ein altes Fundament des ehemaligen Förderturms finden kann.

## Nachnutzung und jetzige Bedeutung

### Jetzige Bedeutung
Über die heutige Bedeutung heißt es in der Liste der Kulturdenkmale in Sachsen Folgendes: „Die oben beschriebenen Bestandteile des vorliegenden Ensembles sind … Zeugnisse einer der bedeutenden Grubenanlagen des Brander Reviers. Sie vermitteln einen Eindruck von den Produktionsprozessen der Erzgewinnung und standortnahen Erzaufbereitung… [so wie] das nahegelegene Pochwerk und die anschließende Erzwäsche den weiteren Weg des geförderten Roherzes erkennen lassen. Trotz der baulichen Veränderungen und des derzeitigen Zustands bleibt das ehemalige Huthaus zusammen mit dem authentisch erhaltenen Verwaltungsgebäude des konsolidierten Grubenbetriebs Zeugnis der wirtschaftlichen Entwicklung der Neu Glück und Drei Eichen Fundgrube und markiert zudem die Lage des einstigen Treibeschachts. …Die vorliegende Bergbauanlage gehört zu den wenigen komplex erhaltenen Bergbauanlagen im Brander Revier und ist ein Dokument für einen langen Abschnitt der Bergbaugeschichte in diesem Revier. … Darüber hinaus besitzt der Komplex auch einen orts- bzw. landschaftsbildprägenden Charakter.“

### Nachnutzung
Einige Teile des ehemaligen Huthauses werden noch von der Revierwasserlaufanstalt Freiberg genutzt, um der Erhaltung des Kohlbächer Kunstgrabens Gewähr zu leisten. Das Verwaltungsgebäude und das Pochhaus wiederum werden als Wohnhaus genutzt und die ehemalige Erzwäsche als Lagerschuppen.